# Cristina Barsacchi
Cristina Barsacchi (Napoli, 1º giugno 1971) è un'attrice italiana.
Scoperta da Ninì Grassia, prende parte a film di genere erotico, tutti vietati ai minori di 18 anni, nel periodo tra il 1993 e il 1995.

## Biografia
Nel manifesto preparato per il suo primo film, Agenzia cinematografica, con regia di Ninì Grassia. Al debutto gira varie scene erotiche con Giovanna Chicco.
Anche nel successivo film Una vita da sballo è diretta da Ninì Grassia; ha quindi una parte nel film Il burattinaio sempre diretto da Grassia.
L'attrice napoletana, poi, affianca in tre film la protagonista Malù, più nota come Ramba: Gatta alla pari di Gianni Cozzolino, Un grande amore e Innamorata, entrambi di Ninì Grassia.

## Filmografia
- Agenzia cinematografica, regia di Ninì Grassia (1993)
- Una vita da sballo, regia di Ninì Grassia (1993)
- Gatta alla pari, regia di Gianni Cozzolino (1993)
- Il burattinaio, regia di Ninì Grassia (1994)
- Un grande amore, regia di Ninì Grassia (1994)
- Innamorata, regia di Ninì Grassia (1995)